# Синтон (Техас)
Синтон (англ. Sinton) — город в США, расположенный в южной части штата Техас, административный центр округа Сан-Патришио. По данным переписи за 2010 год число жителей составляло 5665 человек, по оценке Бюро переписи США в 2018 году в городе проживало 5556 человек.

## История

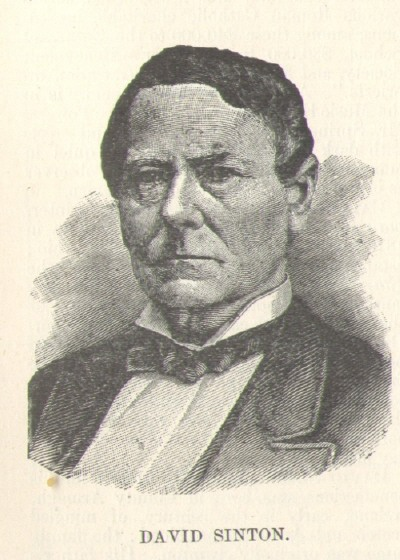
Дэвид Синтон, в честь которого назван город

Вскоре после постройки железной дороги San Antonio and Aransas Pass Railway в регионе в 1886 году Джордж Фултон подарил 640 акров земли на южном берегу ручья Чилтайпин-Крик под строительство города. Новое поселение было названо в честь Дэвида Синтона, крупного держателя акций компании Фултона. Сразу же были построены загоны для транспортировки, в 1888 году был основан почтовый офис, однако уже в 1892 году офис был закрыт. В 1893 году была открыта первая школа в городе. 23 июня 1894 года прошло голосование, и Синтон победил в борьбе за звание административного центра округа Сан-Патришио.
В 1907 году к городу была проведена железная дорога St. Louis, Brownsville and Mexican Railway. К 1910 в городе работали банк, отель, газета и ряд других предприятий. В 1916 году город получил устав, началось формирование органов местного управления. Весной 1935 года рядом с Синтоном была найдена нефть, однако большая часть экономики города по прежнему была связана с земледелием. В 1980-х годах в городе был построен завод Dr. Pepper.

## География
Синтон находится в центральной части округа, его координаты: 28°02′12″ с. ш. 97°30′33″ з. д..
Согласно данным бюро переписи США, площадь города составляет около 7,3 км2, практически полностью занятых сушей.

### Климат
Согласно классификации климатов Кёппена, в Синтоне преобладает влажный субтропический климат (Cfa).
| Показатель                    | Янв.  | Фев. | Март | Апр. | Май  | Июнь | Июль | Авг. | Сен. | Окт. | Нояб. | Дек.  | Год   |
| ----------------------------- | ----- | ---- | ---- | ---- | ---- | ---- | ---- | ---- | ---- | ---- | ----- | ----- | ----- |
| Абсолютный максимум, °C       | 32,8  | 34,4 | 39,4 | 40,6 | 40   | 41,7 | 40,6 | 41,7 | 42,8 | 36,7 | 33,9  | 32,2  | 42,8  |
| Средний суточный максимум, °C | 18,8  | 20,8 | 24,3 | 27,4 | 30,3 | 32,9 | 34,2 | 34,7 | 32,5 | 29,1 | 24,2  | 20,2  | 27,4  |
| Средняя температура, °C       | 12,9  | 14,7 | 18,3 | 22,1 | 25,3 | 28   | 29,1 | 29,2 | 26,9 | 22,9 | 18,1  | 14,1  | 21,8  |
| Средний суточный минимум, °C  | 6,9   | 8,6  | 12,5 | 16,7 | 20,4 | 23,2 | 23,9 | 23,7 | 21,4 | 16,7 | 11,9  | 7,9   | 16,2  |
| Абсолютный минимум, °C        | −11,7 | −6,1 | −7,8 |      | 6,7  | 14,4 | 17,2 | 16,7 | 10   | −0,6 | −3,9  | −12,2 | −12,2 |
| Норма осадков, мм             | 44    | 48   | 45   | 57   | 92   | 76   | 78   | 76   | 136  | 93   | 49    | 48    | 843   |
| Источник: weatherbase.com     |       |      |      |      |      |      |      |      |      |      |       |       |       |

## Население
Согласно переписи населения 2010 года в городе проживало 5665 человек, было 1897 домохозяйств и 1386 семей. Расовый состав города: 87,1 % — белые, 2,4 % — афроамериканцы, 0,5 % — коренные жители США, 0,5 % — азиаты, 0 % (0 человек) — жители Гавайев или Океании, 7,7 % — другие расы, 1,8 % — две и более расы. Число испаноязычных жителей любых рас составило 71,6 %.
Из 1897 домохозяйств, в 42,6 % живут дети младше 18 лет. 44,8 % домохозяйств представляли собой совместно проживающие супружеские пары (19,2 % с детьми младше 18 лет), в 22,7 % домохозяйств женщины проживали без мужей, в 5,6 % домохозяйств мужчины проживали без жён, 26,9 % домохозяйств не являлись семьями. В 23,8 % домохозяйств проживал только один человек, 9,7 % составляли одинокие пожилые люди (старше 65 лет). Средний размер домохозяйства составлял 2,83 человека. Средний размер семьи — 3,35 человека.
Население города по возрастному диапазону распределилось следующим образом: 32,3 % — жители младше 20 лет, 25,2 % находятся в возрасте от 20 до 39, 30 % — от 40 до 64, 12,4 % — 65 лет и старше. Средний возраст составляет 33,8 года.
Согласно данным пятилетнего опроса 2018 года, средний доход домохозяйства в Синтоне составляет 30 538 долларов США в год, средний доход семьи — 56 000 долларов. Доход на душу населения в городе составляет 19 685 долларов. Около 29,4 % семей и 36,2 % населения находятся за чертой бедности. В том числе 56 % в возрасте до 18 лет и 37,9 % в возрасте 65 и старше.

## Местное управление
Управление городом осуществляется мэром и городским советом, состоящим из четырёх человек, один из которых назначается заместителем мэра. Члены городского совета избираются на срок два года.
Другими важными должностями, на которые происходит наём сотрудников, являются:
- Сити-менеджер
- Городской секретарь

## Инфраструктура и транспорт
Основными автомагистралями, проходящими через Синтон, являются:
- автомагистраль 77 США идёт с северо-востока от Рефухио, на юго-запад к пересечению с I-37 в районе городка Калаллен.
- автомагистраль 181 США идёт с северо-запада от Бивилла, на юго-восток к городу Корпус-Кристи.
- автомагистраль 188 штата Техас идёт с востока от побережья залива Аранзас на запад к пересечению с I-37 в районе городка Матис.

В городе располагается аэропорт Альфреда «Буббы» Томаса. Аэропорт располагает двумя взлётно-посадочными полосами длиной 1318 и 945 метров соответственно. Ближайшим аэропортом, выполняющим коммерческие рейсы, является Международный аэропорт Корпус-Кристи. Аэропорт находится примерно в 45 километрах к югу от Синтона.

## Образование
Город обслуживается независимым школьным округом Синтон.

## Экономика
Согласно финансовому отчёту города за 2016 финансовый год, Синтон владел активами на $22,36 млн, долговые обязательства города составляли $14,06 млн. Доходы города в 2016 году составили $5,86 млн, а расходы — $5,7 млн.

## Отдых и развлечения
В Синтоне находится парк дикой природы Роба и Бесси Уэлдер, популярное место отдыха.
Ежегодно в городе проходят сельскохозяйственное шоу округа, октябрьский парад и молодёжное родео.